# Tormás (Románia)
Tormás (románul: Turmaș) falu Romániában, Erdélyben, Hunyad megyében.

## Nevének eredete
A magyar torma növénynévből származik, talán személynévi áttétellel. Először 1486-ban, Tormas alakban említették.

## Fekvése
Szászvárostól nyolc kilométerre délnyugatra fekszik.

## Népessége
- 1785-ben mindössze 62 fős lakosságának kb. kétharmada volt jobbágy, a többi zsellér. Valószínűleg valamennyien ortodox vallásúak voltak.[1]
- 1900-ban 118 ortodox vallású, román anyanyelvű lakosát írták össze.
- 2002-ben 66 lakosából 65 volt román és egy magyar nemzetiségű; 61 ortodox és egy görögkatolikus vallású.

## Története
Kis román falu volt Hunyad vármegye keleti határán.

## Híres emberek
- Itt született 1948-ban Cornel Nistorescu újságíró.